# 고지대푸나레
고지대푸나레(Thrichomys inermis)는 가시쥐과에 속하는 남아메리카 설치류이다. 브라질 동부의 세하두 생태구 안의 바이아주의 대상림과 사바나 지역, 바위가 노출된 지역의 토착종이다. 서식지 교란에 대한 일정한 내성을 갖고 있다. 사냥에도 불구하고 분포 지역 내의 전역에서 흔한 종으로 간주된다.